# Johann Wolthus von Herse
Johann Wolthus von Herse, ou Waldhaus von Heerse, mort en 1471 ou 1472, est un grand maître des chevaliers Porte-Glaive de l'ordre Livonien (Fratres miliciæ Christi de Livonia) de 1470 à sa mort.

## Biographie
Johann Wolthus von Herse connaît une carrière mouvementée au sein de la branche livonienne de l'ordre Teutonique. Il est bailli de la forteresse de Narva de 1459 à 1463, puis commandeur de celle de Marienburg de 1466 à 1468, ensuite commandeur du fort de Reval de 1468 à 1470, date à laquelle il est élu grand-maître des chevaliers Porte-Glaive.
Il fait construire à partir de 1470 le château de Vredeborch (rebaptisé Tolsburg plus tard) au nord de la contrée et y fonde un bailliage. Il s'efforce aussi de concrétiser une alliance entre le prince de Novgorod et la Livonie, contre la Moscovie. Il réforme le régime militaire de l'ordre pour se porter contre l'influence de Moscou. Cependant il s'oppose au chapitre général de l'ordre, et aux partisans de Berndt von der Borch. Il est jugé à l'automne 1471 et il semble qu'il soit mort en prison quelques mois plus tard.

## Source
- (de) Cet article est partiellement ou en totalité issu de l’article de Wikipédia en allemand intitulé « Johann Wolthus von Herse » (voir la liste des auteurs).